# فيليب فيليبس (عالم إنسان)
فيليب فيليبس (بالإنجليزية: Philip Phillips)‏ هو عالم إنسان أمريكي، ولد في 11 أغسطس 1900، وتوفي في 11 ديسمبر 1994.